# 1834년 주화법
1834년 주화법(영어: Coinage Act of 1834)은 1834년 6월 28일 미국 의회에서 통과되었다. 이 법은 은-금 중량 비율을 1792년의 15:1(이는 1792년 화폐법에 의해 확립됨)에서 16:1로 높여 은의 주조 가격을 국제 시장 가격보다 낮은 수준으로 설정했다.
이 법은 이전 법에서 247.5 그레인이었던 미국 이글 주화(10 미국 달러)의 순금 함량을 232 그레인으로 재정의했다. 이는 달러의 공식 기준을 트로이 온스당 20.69달러로 고정했다. 이 기준은 1933년까지 유지되었고, 이후 대공황의 결과로 공식 가격이 35달러로 상승했다.
은화의 순은 함량은 371.25 그레인으로 변경되지 않았다.

## 역사적 맥락
1834년 6월 28일, 1834년 주화법이 앤드루 잭슨 대통령에 의해 서명되었다. 이 법은 주화의 중량을 정의하고, 재무부가 조폐국에 예치된 금에 대해 5일 이내에 전액을 지불할 수 있도록 허용했다. 이는 금에 대해 주조된 주화를 얻는 과정을 가속화했다. 1834년의 주화 법안은 앤드루 잭슨 대통령과 니콜라스 비들, 존 캘훈 상원의원, 헨리 클레이 시니어 상원의원, 대니얼 웹스터 상원의원이 이끄는 선출직 공무원 및 관료들의 집단 간에 미국 은행의 운명을 놓고 격렬한 정치적 싸움이 벌어지는 동안 통과되었다. 은행 총재인 비들은 은행이 국가 통화를 제공함으로써 상품 교환 및 지불을 촉진한다고 믿었다. 그러나 잭슨은 미국 국립은행처럼 거대한 기관이 강력한 금융가에 의해 조작되어 국가의 불안정한 금융 시스템을 착취할 수 있다고 우려했다. 더욱이 그는 헌법이 의회에 콜럼비아 특별구 밖에서 운영할 수 있는 기업을 인가할 권한을 부여하지 않는다고 주장했다. 따라서 1832년 여름, 그는 은행의 기업 헌장을 갱신하려는 법안에 거부권을 행사하며, 재선 캠페인 동안 국립은행의 운명에 대한 뜨거운 논쟁을 정치적 중심에 놓았다. 재선에서 압도적으로 승리한 후, 잭슨은 1833년에 법무장관이었던 로저 토니를 재무장관으로 임명했다. 토니는 국립은행에 대한 잭슨의 적대감에 공감하며, 모든 연방 예금을 최대한 빨리 BUS에서 인출하도록 지시하여 은행이 발행할 수 있는 대출 금액을 심각하게 줄였고, 이로 인해 전국적인 신용 부족을 초래했다.
1833년 12월 의회가 소집되었을 때("공포 회기"로 알려짐), 신용 부족은 은행의 운명을 둘러싼 이미 격렬한 분쟁을 더욱 심화시켰다. 대통령의 반대파가 상원을 장악했지만, 하원의 지지자들은 금 통화를 선호하여 미국 은행권의 유통을 약화시키려는 주화 법안의 형태로 대통령의 의제를 추진하는 데 성공했다. 제안된 법안은 은행권의 통화 가치가 파생되는 과대평가된 은을 평가절하(저평가된 금을 재평가)하려는 의도였다. 수개월간의 초안 작성 및 수정 끝에, 1834년 주화법은 하원에서 145대 36의 투표로 통과되었고, 상원은 곧이어 자체 버전을 통과시켰다.

## 경제적 및 역사적 중요성
19세기 전반기에 미국 화폐는 금속 화폐와 지폐 모두로 유통되었다. 1792년 주화법에 따라 0.05달러, 0.10달러, 0.25달러, 0.50달러, 1.00달러 액면가의 은화가 승인되었다. 1834년 주화법 이후, 이전에 금에 비해 과대평가되었던 은은 현저히 저평가되었고, 더 높은 가격에 거래되는 유럽 시장으로 수출되었다. 이로 인해 1834년 이후 유통에서 거의 사라지게 되었다. 잭슨, 토니, 그리고 의회 의원들의 지폐를 "경화"로 대체하려는 시도에도 불구하고, 소액권(0.01달러에서 2.50달러 사이)으로 자체 지폐를 발행하는 은행이 천 개가 넘었다.

## 같이 보기
- 1792년 화폐법
- 1849년 주화법
- 1853년 주화법
- 1857년 주화법
- 1864년 주화법
- 1873년 주화법
- 1965년 주화법

## 더 읽어보기
- Allen, Larry (2009). 《The Encyclopedia of Money》 2판. 샌타바버라, CA: ABC-CLIO. 76–77쪽. ISBN 978-1598842517.